# Danh sách Pokémon thế hệ VIII

Logo quốc tế của thương hiệu Pokémon.

Thế hệ thứ tám (Generation VIII) của thương hiệu nhượng quyền Pokémon có 96 loài sinh vật hư cấu được giới thiệu cho loạt trò chơi video cốt lõi trong trò chơi Pokémon Sword và Shield ra mắt trên Nintendo Switch vào năm 2019 kể từ bản vá 1.1.0. Pokémon khởi đầu là Pokémon đầu tiên của thế hệ được tiết lộ vào ngày 27 tháng 2 năm 2019.
Một thay đổi lớn ở thế hệ thứ tám so với thế hệ trước là Pokémon và các hình thức được giới thiệu thông qua các bản vá trò chơi thay vì độc quyền thông qua các trò chơi mới.

## Thiết kế và phát triển
Việc phát triển của Pokémon Sword và Shield đã bắt đầu vào năm 2016, ngay sau giai đoạn phát triển Pokémon Sun và Moon. Giai đoạn thiết kế kéo dài khoảng một năm và quá trình gỡ lỗi tiếp tục vào năm 2019. Với khu vực Galar dựa trên Đảo Anh, một số Pokémon bản địa lấy cảm hứng từ hệ động vật, văn hóa dân gian và thần thoại Anh. Pokémon huyền thoại Zacian và Zamazenta là những sinh vật giống sói, lấy cảm hứng từ những con sói thường xuất hiện trong thần thoại Anh. Thiết kế của Pokémon khởi đầu xoay quanh khu vực mà nhân vật người chơi sẽ gặp phải.
Trong suốt thời gian qua, Pokémon và hình thức mới đã được thêm vào thế hệ thông qua các bản vá trò chơi. Vào ngày 9 tháng 1 năm 2020 với bản vá Sword and Shield 1.1.0, Yadon dạng Galar đã được thêm vào trò chơi. Vào tháng 6 năm 2020, Pokémon huyền thoại Dakuma và Wulaosu được lên kế hoạch thêm vào, tiếp theo là Budrex vào mùa thu năm 2020.

## Bảng chú thích Loài Pokémon
| Bảng dùng cho tất cả các danh sách Thế hệ ở bên dưới | Bảng dùng cho tất cả các danh sách Thế hệ ở bên dưới | Bảng dùng cho tất cả các danh sách Thế hệ ở bên dưới |
| Mã                                                   | Ý nghĩa                                              | Mô tả |
| ---------------------------------------------------- | ---------------------------------------------------- | --- |
| KĐ                                                   | Pokémon khởi đầu                                     | Pokémon đầu tiên mà người chơi có thể có được trong các trò chơi chính (Trong anime, đây là Pokémon khởi đầu khi đến một vùng nào đó, trừ phần Sun and Moon).                    |
| CĐ                                                   | Pokémon Cổ đại                                       | Pokémon cổ đại chỉ thu được bằng cách hồi sinh hóa thạch. |
| BC                                                   | Pokémon bé con                                       | Pokémon bé con thu được chủ yếu bằng cách nhân giống các dạng tiến hóa của chúng.                                                                                                |
| HT                                                   | Pokémon huyền thoại                                  | Pokémon mạnh mẽ gắn liền với truyền thuyết của thế giới Pokémon. |
| BA                                                   | Pokémon bí ẩn                                        | Pokémon chỉ có thể có được thông qua các sự kiện phân phối (điều này không bao gồm Deoxys, vì trong Pokemon Omega Ruby và Alpha Sapphire, Deoxys có thể bị bắt trong Tập Delta.) |
| UB                                                   | Ultra Beast                                          | Pokémon đến từ không gian khác. (Phần Sun and Moon) |

## Danh sách Pokémon
| Loài | Tên           | Tên         | Số National Pokédex | Hệ       | Hệ       | Tiến hóa thành                |
| Loài | Tiếng Nhật    | Tiếng Anh   | Số National Pokédex | Thứ nhất | Thứ hai  | Tiến hóa thành                |
| ---- | ------------- | ----------- | ------------------- | -------- | -------- | ----------------------------- |
| KĐ   | Sarunori      | Grookey     | 810                 | Cỏ       | Cỏ       | Bachinkey (#811)              |
|      | Bachinkey     | Thwackey    | 811                 | Cỏ       | Cỏ       | Gorirander (#812)             |
|      | Gorirander    | Rillaboom   | 812                 | Cỏ       | Cỏ       | Không tiến hóa                |
| KĐ   | Hibanny       | Scorbunny   | 813                 | Lửa      | Lửa      | Rabbifuto (#814)              |
|      | Rabbifuto     | Raboot      | 814                 | Lửa      | Lửa      | Aceburn (#815)                |
|      | Aceburn       | Cinderace   | 815                 | Lửa      | Lửa      | Không tiến hóa                |
| KĐ   | Messon        | Sobble      | 816                 | Nước     | Nước     | Jimereon (#817)               |
|      | Jimereon      | Drizzile    | 817                 | Nước     | Nước     | Intereon (#818)               |
|      | Intereon      | Inteleon    | 818                 | Nước     | Nước     | Không tiến hóa                |
|      | Hoshigarisu   | Skwovet     | 819                 | Thường   | Thường   | Yokubarisu (#820)             |
|      | Yokubarisu    | Greedent    | 820                 | Thường   | Thường   | Không tiến hóa                |
|      | Kokogara      | Rookidee    | 821                 | Bay      | Bay      | Aogarasu (#822)               |
|      | Aogarasu      | Corvisquire | 822                 | Bay      | Bay      | Armorga (#823)                |
|      | Armorga       | Corviknight | 823                 | Bay      | Thép     | Không tiến hóa                |
|      | Sacchimushi   | Blipbug     | 824                 | Bọ       | Bọ       | Redomushi (#825)              |
|      | Redomushi     | Dottler     | 825                 | Bọ       | Tâm linh | Eolb (#826)                   |
|      | Eolb          | Orbeetle    | 826                 | Bọ       | Tâm linh | Không tiến hóa                |
|      | Kusune        | Nickit      | 827                 | Bóng tối | Bóng tối | Foxly (#828)                  |
|      | Foxly         | Thievul     | 828                 | Bóng tối | Bóng tối | Không tiến hóa                |
|      | Himenka       | Gossifleur  | 829                 | Cỏ       | Cỏ       | Watashiraga (#830)            |
|      | Watashiraga   | Eldegoss    | 830                 | Cỏ       | Cỏ       | Không tiến hóa                |
|      | Wooluu        | Wooloo      | 831                 | Thường   | Thường   | Baiwooluu (#832)              |
|      | Baiwooluu     | Dubwool     | 832                 | Thường   | Thường   | Không tiến hóa                |
|      | Kamukame      | Chewtle     | 833                 | Nước     | Nước     | Kajirigame (#834)             |
|      | Kajirigame    | Drednaw     | 834                 | Nước     | Đá       | Không tiến hóa                |
|      | Wanpachi      | Yamper      | 835                 | Điện     | Điện     | Pulsewan (#836)               |
|      | Pulsewan      | Boltund     | 836                 | Điện     | Điện     | Không tiến hóa                |
|      | Tandon        | Rolycoly    | 837                 | Đá       | Đá       | Toroggon (#838)               |
|      | Toroggon      | Carkol      | 838                 | Đá       | Lửa      | Sekitanzan (#839)             |
|      | Sekitanzan    | Coalossal   | 839                 | Đá       | Lửa      | Không tiến hóa                |
|      | Kajicchu      | Applin      | 840                 | Cỏ       | Rồng     | Kajicchu (#841) Appryu (#842) |
|      | Appryu        | Flapple     | 841                 | Cỏ       | Rồng     | Không tiến hóa                |
|      | Tarupple      | Appletun    | 842                 | Cỏ       | Rồng     | Không tiến hóa                |
|      | Sunahebi      | Silicobra   | 843                 | Đất      | Đất      | Sadaija (#844)                |
|      | Sadaija       | Sandaconda  | 844                 | Đất      | Đất      | Không tiến hóa                |
|      | Uu            | Cramorant   | 845                 | Bay      | Nước     | Không tiến hóa                |
|      | Sasikamasu    | Arrokuda    | 846                 | Nước     | Nước     | Kamasujaw (#847)              |
|      | Kamasujaw     | Barraskewda | 847                 | Nước     | Nước     | Không tiến hóa                |
| BC   | Eleson        | Toxel       | 848                 | Điện     | Độc      | Strinder (#849)               |
|      | Strinder      | Toxtricity  | 849                 | Điện     | Độc      | Không tiến hóa                |
|      | Yakude        | Sizzlipede  | 850                 | Lửa      | Bọ       | Maruyakude (#851)             |
|      | Maruyakude    | Centiskorch | 851                 | Lửa      | Bọ       | Không tiến hóa                |
|      | Tatakko       | Clobbopus   | 852                 | Giác đấu | Giác đấu | Otosupus (#853)               |
|      | Otosupus      | Grapploct   | 853                 | Giác đấu | Giác đấu | Không tiến hóa                |
|      | Yabacha       | Sinistea    | 854                 | Ma       | Ma       | Potdeath (#855)               |
|      | Potdeath      | Polteageist | 855                 | Ma       | Ma       | Không tiến hóa                |
|      | Mibrim        | Hatenna     | 856                 | Tâm linh | Tâm linh | Tebrim (#857)                 |
|      | Tebrim        | Hattrem     | 857                 | Tâm linh | Tâm linh | Brimuon (#858)                |
|      | Brimuon       | Hatterene   | 858                 | Tâm linh | Tiên     | Không tiến hóa                |
|      | Beroba        | Impidimp    | 859                 | Bóng tối | Tiên     | Gimoh (#860)                  |
|      | Gimoh         | Morgrem     | 860                 | Bóng tối | Tiên     | Ohlonge (#861)                |
|      | Ohlonge       | Grimmsnarl  | 861                 | Bóng tối | Tiên     | Không tiến hóa                |
|      | Tachifusaguma | Obstagoon   | 862                 | Bóng tối | Thường   | Không tiến hóa                |
|      | Nyaiking      | Perrserker  | 863                 | Thép     | Thép     | Không tiến hóa                |
|      | Sunigoon      | Cursola     | 864                 | Ma       | Ma       | Không tiến hóa                |
|      | Negigaknight  | Sirfetch'd  | 865                 | Giác đấu | Giác đấu | Không tiến hóa                |
|      | Barrikohru    | Mr. Rime    | 866                 | Băng     | Tâm linh | Không tiến hóa                |
|      | Deathbarn     | Runerigus   | 867                 | Đất      | Ma       | Không tiến hóa                |
|      | Mahomil       | Milcery     | 868                 | Tiên     | Tiên     | Mawhip (#869)                 |
|      | Mawhip        | Alcremie    | 869                 | Tiên     | Tiên     | Không tiến hóa                |
|      | Tairetsu      | Falinks     | 870                 | Giác đấu | Giác đấu | Không tiến hóa                |
|      | Bachinuni     | Pincurchin  | 871                 | Điện     | Điện     | Không tiến hóa                |
|      | Yukihami      | Snom        | 872                 | Băng     | Bọ       | Mothnow (#873)                |
|      | Mothnow       | Frosmoth    | 873                 | Băng     | Bọ       | Không tiến hóa                |
|      | Ishihengin    | Stonjourner | 874                 | Đá       | Đá       | Không tiến hóa                |
|      | Korippo       | Eiscue      | 875                 | Băng     | Băng     | Không tiến hóa                |
|      | Yessan        | Indeedee    | 876                 | Tâm linh | Thường   | Không tiến hóa                |
|      | Morpeko       | Morpeko     | 877                 | Điện     | Bóng tối | Không tiến hóa                |
|      | Zoudou        | Cufant      | 878                 | Thép     | Thép     | Daioudou (#879)               |
|      | Daioudou      | Copperajah  | 879                 | Thép     | Thép     | Không tiến hóa                |
| CĐ   | Patchiragon   | Dracozolt   | 880                 | Điện     | Rồng     | Không tiến hóa                |
| CĐ   | Patchilldon   | Arctozolt   | 881                 | Điện     | Băng     | Không tiến hóa                |
| CĐ   | Uonoragon     | Dracovish   | 882                 | Nước     | Rồng     | Không tiến hóa                |
| CĐ   | Uochilldon    | Arctovish   | 883                 | Nước     | Băng     | Không tiến hóa                |
|      | Duraludon     | Duraludon   | 884                 | Thép     | Rồng     | Không tiến hóa                |
|      | Dorameshiya   | Dreepy      | 885                 | Rồng     | Ma       | Doronch (#886)                |
|      | Doronch       | Drakloak    | 886                 | Rồng     | Ma       | Dorapult (#887)               |
|      | Dorapult      | Dragapult   | 887                 | Rồng     | Ma       | Không tiến hóa                |
| HT   | Zacian        | Zacian      | 888                 | Tiên     | Tiên     | Không tiến hóa                |
| HT   | Zacian        | Zacian      | 888                 | Tiên     | Thép     | Không tiến hóa                |
| HT   | Zamazenta     | Zamazenta   | 889                 | Giác đấu | Giác đấu | Không tiến hóa                |
| HT   | Zamazenta     | Zamazenta   | 889                 | Giác đấu | Thép     | Không tiến hóa                |
| HT   | Mugendina     | Eternatus   | 890                 | Độc      | Rồng     | Không tiến hóa                |
| HT   | Dakuma        | Kubfu       | 891                 | Giác đấu | Giác đấu | Wulaosu                       |
| HT   | Wulaosu       | Urshifu     |                     | Giác đấu | Bóng tối | Không tiến hóa                |
| HT   | Wulaosu       | Urshifu     | Giác đấu            | Nước     |          | Không tiến hóa                |
| HT   | Budrex        | Calyrex     | 893                 | Tâm linh | Cỏ       | Không tiến hóa                |
| HT   | Regiereki     | Regieleki   | 894                 | Điện     | Điện     | Không tiến hóa                |
| HT   | Regidrago     | Regidrago   | 895                 | Rồng     | Rồng     | Không tiến hóa                |
| BA   | Zarude        | Zarude      | 896                 | Bóng tối | Cỏ       | Không tiến hóa                |

### Hình dạng Galar
| Loài | Tên Tiếng Nhật | Tên tiếng Anh | Số National Pokédex | Hệ       | Hệ       | Tiến hóa thành                 |
| Loài | Tên Tiếng Nhật | Tên tiếng Anh | Số National Pokédex | Thứ nhất | Thứ hai  | Tiến hóa thành                 |
| ---- | -------------- | ------------- | ------------------- | -------- | -------- | ------------------------------ |
|      | Nyarth         | Meowth        | 052                 | Thép     | Thép     | Nyaiking (#863)                |
|      | Ponyta         | Ponyta        | 077                 | Tâm linh | Tâm linh | Gallop (#078)                  |
|      | Gallop         | Rapidash      | 078                 | Tâm linh | Tiên     | Không tiến hóa                 |
|      | Yadon          | Slowpoke      | 079                 | Tâm linh | Tâm linh | Yadoran (#080) Yadoking (#199) |
|      | Yadoran        | Slowbro       | 080                 | Độc      | Tâm linh | Không tiến hóa                 |
|      | Kamonegi       | Farfetch'd    | 083                 | Giác đấu | Giác đấu | Negigaknight (#865)            |
|      | Matadogas      | Weezing       | 110                 | Độc      | Tiên     | Không tiến hóa                 |
|      | Barrierd       | Mr. Mime      | 122                 | Băng     | Tâm linh | Barrikohru (#866)              |
| HT   | Freezer        | Articuno      | 144                 | Tâm linh | Bay      | Không tiến hóa                 |
| HT   | Thunder        | Zapdos        | 145                 | Giác đấu | Bay      | Không tiến hóa                 |
| HT   | Fire           | Moltres       | 146                 | Bóng tối | Bay      | Không tiến hóa                 |
|      | Yadoking       | Slowking      | 199                 | Độc      | Tâm linh | Không tiến hóa                 |
|      | Sunnygo        | Corsola       | 222                 | Ma       | Ma       | Sunigoon (#864)                |
|      | Jiguzaguma     | Zigzagoon     | 263                 | Bóng tối | Thường   | Massuguma (#264)               |
|      | Massuguma      | Linoone       | 264                 | Bóng tối | Thường   | Tachifusaguma (#862)           |
|      | Darumakka      | Darumaka      | 554                 | Băng     | Băng     | Hihidaruma (#555)              |
|      | Hihidaruma     | Darmanitan    | 555                 | Băng     | Băng     | Không tiến hóa                 |
| Băng | Hihidaruma     | Darmanitan    | 555                 | Lửa      |          | Không tiến hóa                 |
|      | Desumasu       | Yamask        | 562                 | Đất      | Ma       | Deathbarn (#867)               |
|      | Maggyo         | Stunfisk      | 618                 | Đất      | Thép     | Không tiến hóa                 |